# Arispie Township (Illinois)
Arispie Township est un township du comté de Bureau dans l'Illinois, aux États-Unis,. 